# 秋收起义
秋收起义，又稱兩湖秋收暴動，是1927年9月中国共产党按《中央關於湘鄂粵贛四省農民秋收暴动大綱》所規劃的一連串的暴動，是一個涉及四省的全盤暴動计划。毛澤東並未參與決策，僅領導湖南、江西邊界的湘南一路，此外湖南還有湘東（中）、湘西兩路。至於湖北，則计划有七處暴動。
據統計，當時中共在中國各地發動了大小100多次武裝暴動，遍及14省140餘縣（市）。規模和影響較大的有湖北鄂中、鄂西特委於1927年9月領導的沔陽、監利、公安等縣的暴動；1927年10月有馮平領導的海南島暴動、馬尚德（楊靖宇）領導的河南確山暴動、唐澍等領導的陝西清澗暴動；1927年11月有吳光浩領導的湖北黃麻暴動、曾天宇領導的江西東固等地的万安暴动；1927年12月張太雷等領導的廣州暴動。秋收暴動延伸到1928年還有方志敏等領導的江西弋橫暴動；朱德、陳毅領導的湘南暴動；賀龍、周逸群領導的湖南桑植暴動；朱積壘等領導的閩西暴動，劉志丹、唐澍等領導的陝西渭華暴動；彭德懷等領導的湖南平江暴動。

## 经过
1927年蔣中正的南京国民政府和汪精衛的武汉國民政府先後清黨之後，史達林派羅明納茲至漢口召開八七會議，確定此後以瞿秋白主持中共中央領導工作。這次會議決定了中共今後的總方針：土地革命和武裝反抗中國國民黨。

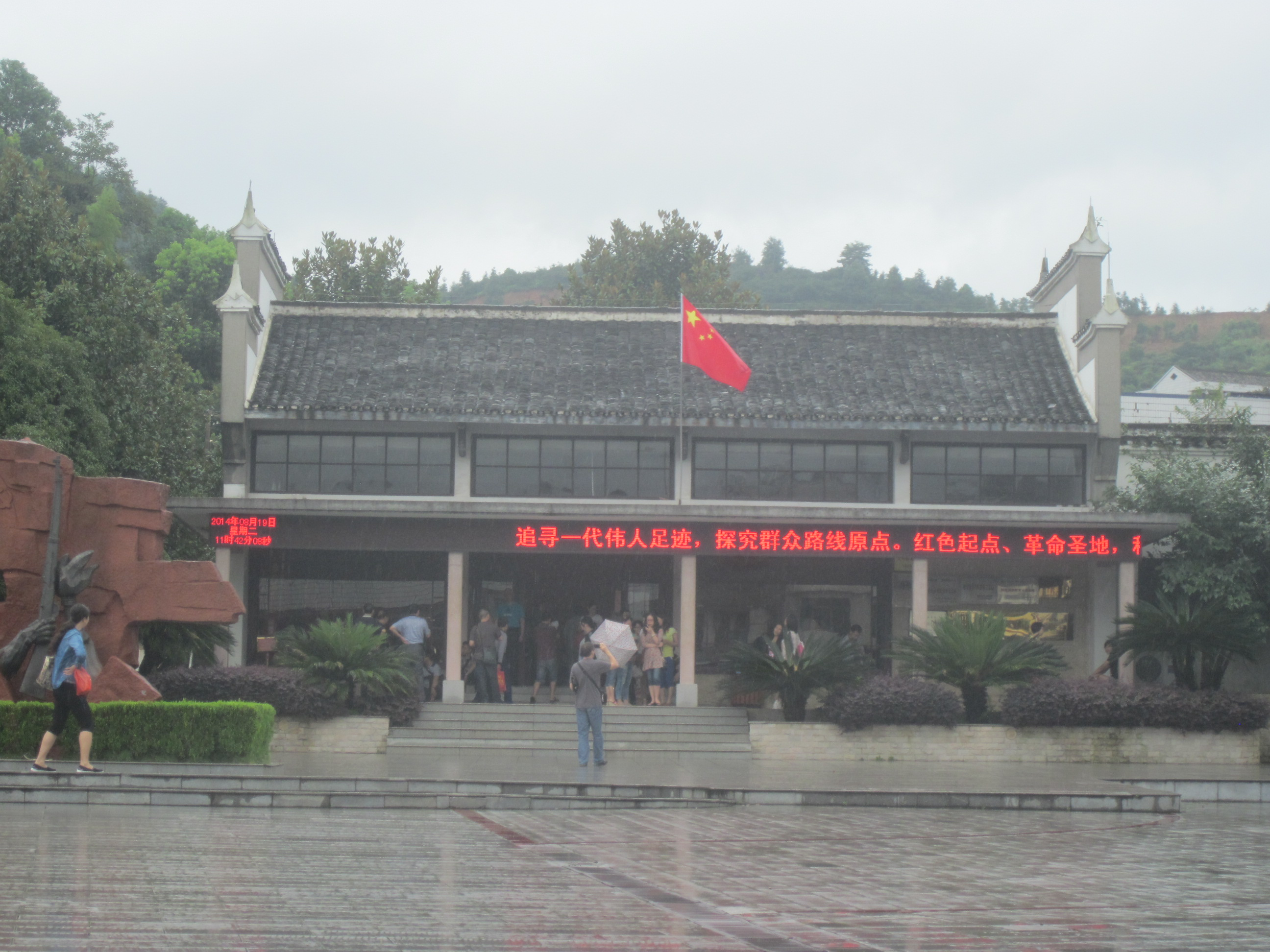
秋收起義文家市會師舊址

八七會後，毛泽东以中共中央特派员和中共中央政治局候补委员的身份，于1927年8月18日携夫人杨开慧及其儿子抵达长沙，参加了改组中共湖南省委会议。湖南省委書記彭公达和毛澤東前往湖南組織秋收暴動。8月30日，湖南省委开会决定缩小暴动区域，以长沙为中心，决定成立以毛泽东为书记的中国共产党前敌委员会，发动湘赣边界秋收暴动。毛泽东将杨开慧送至距长沙六十公里杨开慧的老家板仓（时间在1927年8月下旬）。
1927年9月初，毛泽东抵达安源，部署暴動。9月9日，湘赣边界秋收起义爆发，駐修水縣的武漢国民政府警衛團（22岁的團長盧德銘是中共黨員），安源路礦工人，平江、瀏陽農民義勇軍纷纷起事。各路起义军先攻克平江、瀏陽，然後包抄長沙，但在平江、瀏陽先後失利。因收编部队叛乱及临时组成的农军经验不足，導致溃不成军。根據中共黨組織的決定，湖南、江西邊界，參加秋收暴動的各支隊伍，集中整編為中國工農革命軍第一軍第一師，一共三個團，余洒度任師長，毛澤東任師黨代表，盧德銘擔任秋收暴動總指揮。共5,000多人。
9月10日，4团邱国轩部为抢劫辎重队，突然袭击打散了1团的第2、3营，2个营剩下不到200人，团长钟文璋离队，压后的1营与师部完好，卢德铭带领1团残部去文家市。2团未能攻克萍乡，随后攻占醴陵县城，后遭偷袭被打散，团长王新亚下落不明。
9月19日，起义军余部在文家市汇合，毛澤東說服大家放棄师长余洒度進攻長沙计划，主张“向江西萍乡退却”。毛澤東已計畫好了這支部隊的目的地：南去一百七十公里的井岡山，指揮官們都不同意進山，但最後勉強服從了毛澤東，因為毛澤東是唯一在場的党代表。井岡山位於湘贛邊界，兩省當局都鞭長莫及，歷來是土匪的出沒之地。那裡有兩位山大王：袁文才，從前是學生；王佐，從前是裁縫。這兩人手下有五百人馬，佔領著有十三萬人口的寧岡縣大部分，靠收租徵稅過活。毛澤東計畫將他們的地盤搶過來，作為根據地。20日从文家市出发。24日工农革命军突然遭到袭击，总指挥盧德銘在激战中陣亡。途中在江西萍乡确定向井岡山进发，9月29日，抵达江西省永新县三湾村，在“泰和祥”杂货铺召开中共前敌委员会扩大会议，原本5,000多人的队伍，这时只剩下不足千人。三灣改編確立了“黨指揮槍”、“黨支部建在連上”、“官兵平等”等一整套嶄新的治軍方略。部队由一个师缩编为一个团，称工农革命军第一军第一师第一团，下辖两个营，共有700多支枪，毛澤東决定，在各级部队分别建立党的组织：班、排建立党小组，连队建立党支部，营、团建立党的委员会；连以上各级设党代表，由同级党组织的书记担任；全军由党的前敌委员会统一领导。黃埔一期畢業的陳浩擔任了團長，副团长徐恕（黄埔五期），韓昌劍（黄埔一期）為參謀長。原第1团余部为第一营，黄子吉（黄埔四期）任营长，副营长陈毅安，宛希先任党代表；第三团整编为第三营，张子清（云南讲武堂毕业，警卫团3营副营长）、伍中豪分任正副营长，何挺颖任营党代表。师特务连改编为团特务连，曾士峨任连长，罗荣桓任党代表。另成立军官队、卫生队（党代表何长工）、辎重队。

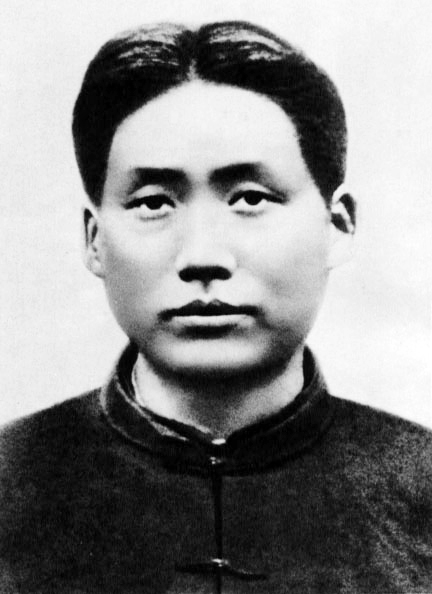
1927年时的毛泽东

三灣改編後，隨著投奔井岡山軍隊的增多，這種在連以上設立黨代表，擔任黨組織書記，專做連以上的思想政治工作的機制就逐步的在中國共產黨的軍隊生根，這樣，黨代表制度就使得人民軍隊中各層級逐步形成了雙首長負責制，從政治上組織上保證了黨對軍隊的絕對領導。
10月3日，工农革命军从三湾来到江西寧岡縣古城镇，当天在古城文昌宫召开了前委扩大会议，即“古城会议”.参加会议的有前委委员、工农革命军营以上干部、党的活动分子以及寧岡縣党组织负责人龙超清、龙国恩等共60余人。会议上，决定了上井冈山建立革命根据地。会后，毛泽东率领部队进驻井冈山的茅坪、大陇一带。
10月7日，部队与袁文才、王佐部会师，工农革命军在茅坪、茨坪设立了留守处安置部队伤病员。但当时部队并未立刻上井冈山，而是兵分二路：一路由陈浩、宛希先率领到湘东茶陵、安仁一带；一路由毛泽东亲率，经酃县（今炎陵县）十都，一直到汝城、桂东的水口，探听南昌起义部队的消息和考虑能否在湖南立足，后听说南昌起义余部在广东东江失败，湖南也无法立足之后，于是率部经黄坳，于10月23日到达荆竹山随后上井冈山。毛澤東在《井冈山的斗争》中说：“整个罗霄山脉我们都走遍了，各部分比较起来，以宁冈为中心的罗霄山脉的中段，最利于我们的军事割据。”開創了中國共產黨領導下的第一個農村革命根據地。
10月中旬，余灑度在湖南酃縣水口脫逃部隊。年底，陈浩以南下去打酃县的名义，率第1团投奔黄埔同窗國民革命軍第十三軍軍長方鼎英，并羁押了反对的党代表宛希先、第2营营长张子清。在湖口，毛泽东赶上了陈浩的部队，当即下令逮捕陈浩和其同谋副团长徐恕、参谋长韩昌剑、1营营长黄子吉四人。经审判后处决。

## 人物
参加秋收起义的中華人民共和國开国将帅有：
- 元帅1人：罗荣桓，三湾改编时任特务连党代表。
- 大将：谭政，三湾改编时任前敌委员会秘书，即毛泽东秘书。
- 上将（7人）
  - 宋任穷，三湾整编时为团部文书，上井冈山后任连党代表。
  - 黄永胜，三湾改编时为士兵，上井冈山后当上了班长。
  - 张宗逊，三湾改编时为排长。
  - 陈士榘，三湾改编时任排长。
  - 陈伯钧，三湾改编时任排长。
  - 赖传珠，在赣县组织大埠暴动。1928年3月，上井冈见到了毛泽东，任特务连党代表、卫生队党代表。
  - 钟期光，秋收起义后被留在平江担任区委书记、游击队党代表。
- 中将：8人。三湾整编时均为一般士兵
  - 张令彬
  - 杨梅生，上井冈后为团警卫班班长。
  - 谭冠三
  - 谭希林
  - 刘先胜
  - 赖毅
  - 郭鹏
  - 韩伟
  - 谭甫仁：1928年2月18日宁冈县新城战斗中，驻赣滇军杨如轩第27师79团1营被歼灭，谭甫仁参加南昌起义失败后在该部当兵，被俘后会唱《国际歌》，陈士榘告诉了东江起义领导人朱云卿。朱云卿说这是一个红色苗子。1928年重新入党，1929年即升任红四军第31团第1营党委干事。
- 少将：6人。
  - 李贞
  - 龙开富：1927年9月在井冈山参军，担任前委机关的机要挑夫。
  - 杨世明
  - 余光文
  - 王耀南
  - 潘振武
- 未授衔的副部级以上5人。
  - 毛泽东
  - 何长工
  - 杨立三
  - 黄达
  - 刘型
  - 黄耀南
  - 宋裕和：1928年2月上井冈山。
- 其他参加秋收起义人员：
  - 胡友才
  - 胡金魁：即埃德加·斯诺《红星照耀中国》的傅锦魁。建国后任湖北省人大常委会副主任。
  - 胡龙奎：秋收起义时在师部特务连。长期留在了湘赣边。长征时任红六军团政治部组织部长。1947年3月，奉命带领359旅一批干部从延安去山东渤海区接新兵（即独六旅/解放军第2军第6师），返回途中因肺病恶化病逝。
  - 刘炎：秋收起义时为副班长、党小组长。后任新四军第一师政委。1946年病逝。

## 评价
秋收起义是中国共产党首次打出自己旗号的武装起义。
1927年11月9－10日中共中央临时政治局扩大会议在上海召开（简称为“十一月扩大会议”），中央临时政治局常委瞿秋白、苏兆征、李维汉；政治局委员任弼时、罗亦农、向忠发、顾顺章；政治局候补委员周恩来、张太雷、李立三、邓中夏、张国焘，共产国际代表罗明那兹参加了会议。通过了《政治纪律决议案》，评价秋收起义“完全违背中央策略”，是“单纯的军事投机”，开除毛泽东临时政治局候补委员:

湖南省委对于农民暴动的指导更是完全违背中央策略。中央屡次指出湖南暴动应以农民群众为其主力，并且向省委书记彭公达同志当面警告其军事投机的错误，要省委改正此错误，把暴动主力建筑在农民群众上面，遵照中央两湖秋暴计划切实准备，当时经过反复辩论，结果彭公达同志虽勉强接受，但省委的指导仍然 没有改变旧的军事投机的错误：（一）公达违背中央的指示，把暴动看做一种单纯的军事行动，只与土匪和杂色军队接头，不引起极大农民群众起来暴动，以致暴动开始除安源的工人很勇敢的参加斗争外，各地农民群众实在没有一点行动；（二）在暴动区域以内完全没有提出土地革命和政权的具体政纲，以致农民只以为是共产党的捣乱，甚至省委怀疑农民应需要土地，反对提出实行八小时工作制的口号；（三）在工农军所经区域以内没有执行屠杀土豪劣绅的策略，以致农民视若客军过境，因这些指导上的错误与怀疑的结果，湖南农民暴动变成了单纯的军事投机的失败。

......

六、湖南省委委员彭公达、毛泽东、易礼容、夏明翰，应撤消其现在省委委员资格，彭公达同志应开除其中央政治局候补委员资格，并留党察看半年。毛泽东同志为“八七”紧急会议后中央派赴湖南改组省委执行中央秋暴政策的特派员，事实上为湖南省委的中心，湖南省委所作的错误毛同志应负严重的责任，应予开除中央临时政治局候补委员。  

毛泽东认为秋收起义暴动队伍的实力根本打不了长沙，就带领秋收起义部队放弃了原定打长沙计划。临时中央却认为毛泽东“停止长沙暴动”，是“放任工农革命军退走”，是“临阵脱逃”，“开除中央临时政治局候补委员”，消息以讹传讹，在湘赣边界等地传成毛泽东“被开除党籍”。
1928年6-7月在莫斯科召开的中共六大通过的《政治决议案》对秋收起义作出了如下评价：“秋收暴动在许多地方扩大了党在农民群众之中的影响。将土地革命的口号渗入了广泛的农民群众的意识之中。后来继续发展的农民斗争，以至于许多苏维埃区域之创立，大致亦由于秋收暴动的影响。”

### 引用
1. ↑  罗亦农. . 维基文库. 1927-10-29  [2024-07-09]. （原始内容存档于2024-07-09）.
2. ↑  . 中国共产党新闻_党的历史文献集和当代文献集_中共中央文件选集三（1927）.   [2014-01-23]. （原始内容存档于2014-02-03）.
3. ↑  . news.sina.com.cn.   [2016-09-26]. （原始内容存档于2021-05-07）.
4. ↑  . view.news.qq.com. 腾讯网.   [2016-09-26]. （原始内容存档于2021-04-17）.
5. ↑  . dangshi.people.com.cn.   [2016-09-26]. （原始内容存档于2012-12-25）.
6. ↑  . cpc.people.com.cn.   [2016-09-26]. （原始内容存档于2017-03-05）.
7. ↑  YANG, ZHENGLIAN. . American Academic Press. 2016-02-23  [2016-09-26]. ISBN 9781631817724. （原始内容存档于2021-05-07） （中文）.
8. ↑  . cpc.people.com.cn.   [2016-09-26]. （原始内容存档于2017-03-05）.
9. ↑  . cpc.people.com.cn.   [2016-09-26]. （原始内容存档于2017-09-03）.
10. ↑  赵志超. . 湖南文艺出版社; Esphere Media（美国艾思传媒）. 2015-12-19  [2016-09-26]. ISBN 9787540450748. （原始内容存档于2021-05-07） （中文）.
11. ↑  何沁. . 中共党史出版社. 2007-01-01  [2016-09-26]. ISBN 9787801996404. （原始内容存档于2021-05-07） （中文）.
12. ↑  . cpc.people.com.cn.   [2016-09-26]. （原始内容存档于2021-01-15）.
13. ↑  3039. . dangshi.people.com.cn.   [2016-09-26]. （原始内容存档于2021-01-15）.
14. ↑  李宏. . 青苹果数据中心. 2013-12-24  [2016-09-26]. （原始内容存档于2020-06-15） （中文）.
15. ↑  . 新華網.   [2014-01-23]. （原始内容存档于2015-11-02） （中文（简体））.
16. ↑  . 中國青年出版社. 1980-01-01  [2016-09-26]. （原始内容存档于2021-05-07） （中文）. 井冈山位于湘赣边界罗霄山脉的中段,在江西西部的永新、宁冈、遂川和湖南东部的酃县四县之间。
17. ↑  .   [2016-09-26]. （原始内容存档于2021-05-07）.
18. ↑  . culture.china.com.cn.   [2016-09-26]. （原始内容存档于2020-06-15）.
19. ↑  . 中共甘肃省委《党的建设》 杂志社. 2008-01-01 （中文）. 毛泽东在"泰和祥"杂货铺召开中共黨前敌委员会扩大会议，原本5000多人的起义队伍，这时只剩下不足千人。
20. ↑  . news.xinhuanet.com.   [2016-09-26]. （原始内容存档于2017-08-13）.
21. ↑  苏继红, 邓书杰 李 梅 吴晓莉. . 青苹果数据中心. 2013-12-18  [2016-09-26]. （原始内容存档于2021-05-07） （中文）.
22. ↑  邓文扬; 徐建全. . 海洋出版社. 1991-01-01  [2016-09-26]. （原始内容存档于2021-05-07） （中文）.
23. ↑  . cpc.people.com.cn.   [2016-09-26]. （原始内容存档于2021-05-07）.
24. ↑  . news.xinhuanet.com.   [2016-09-26]. （原始内容存档于2017-03-05）.
25. ↑  . news.ifeng.com. 凤凰网. 2010-01-11  [2016-09-26]. （原始内容存档于2021-04-17）.
26. ↑  . 《党史博采》 杂志社. 2008-01-01  [2016-09-26]. （原始内容存档于2021-05-07） （中文）.
27. ↑  . 中国人民大学书报资料社. 1982-01-01  [2016-09-26]. （原始内容存档于2021-05-07） （中文）.
28. ↑  . 四川省社会科学研究院资料情报研究所. 1982-01-01  [2016-09-26]. （原始内容存档于2021-05-07） （中文）.
29. ↑  . 中共党史资料出版社出版. 1989-01-01  [2016-09-26]. （原始内容存档于2021-05-07） （中文）.
30. ↑  . 华东师范大学出版社. 1986-01-01: p. 165 （中文）. 经黄坳于10月23日到达荆竹山，随后由王佐派人接上井冈山。
31. ↑  . 中央文献出版社. 2006-01-01: p. 216  [2016-09-26]. ISBN 9787507321319. （原始内容存档于2021-05-07） （中文）.
32. ↑  -1. . cpc.people.com.cn.   [2016-09-26]. （原始内容存档于2019-04-03）.
33. ↑  陳建新. . 人民網. （原始内容存档于2018-03-26） （中文（简体））.
34. ↑  . news.ifeng.com. 凤凰网. 2010-07-05  [2016-09-26]. （原始内容存档于2020-05-19）.
35. ↑  在此之前的南昌起义是以「[[中国国民党革命委员会 (南昌起义)|中国国民党革命委员会」的名义举行的。
36. ↑  .   [2017-08-13]. （原始内容存档于2018-10-28）.